# Жан Вілар
Жан Вілар (Jean Vilar; 12 березня 1912, Сет, Еро — 28 травня 1971, там же) — французький театральний режисер і актор, творець Авіньйонського театрального фестивалю.

## Життєпис
Жан Вілар народився в місті Сет в департаменті Еро на півдні Франції, в родині дрібного коммерсанта-галантерейника, який мріяв зробити свого сина скрипалем. Жан навчався в колежі і музичній школі. Уже в дванадцять років він дебютував в якості першої скрипки маленького джаз-оркестру. В 1932 році влаштувався в Парижі, навчався філології, слухав курс філософії у Алена (Еміль Шартьє), театрального мистецтва — у Шарля Дюллена. Дебютував на сцені в 1935 році в «Театрі Ательє» Дюллена. З 1940 року працював в пересувному театрі, в 1943 заснував власну компанію, поставив «Танець смерті» Стріндберга. Його перший театральний тріумф — постановка «Вбивства в соборі» Т. С. Еліота в театрі Жака Копо «Старий голубник» в 1945 році.
У 1947 році організував в Папському палаці Авіньйона Тиждень драматичного мистецтва, який дав початок Авіньйонському фестивалю, яким Вілар керував до 1971 року.